# Servitenviertel

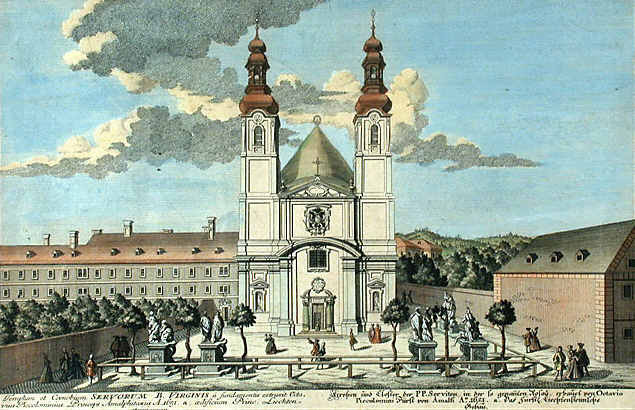
Altes Bild der Servitenkirche

Das Servitenviertel ist ein Grätzl im 9. Wiener Gemeindebezirk Alsergrund im Bezirksteil Rossau. Das Viertel, dessen Bezeichnung auf das 1639 gegründete Servitenkloster zurückgeht, erstreckt sich zwischen Währinger Straße, Schottenring und Rossauer Lände.
Einst bestand diese Gegend aus mehreren Inseln, die von Seitenarmen der damals unregulierten Donau getrennt wurden. Die Bevölkerung verdiente ihren Lebensunterhalt vor allem mit der Fischerei und Schifffahrt.
Zu den Sehenswürdigkeiten des Servitenviertels zählen die in seinem Zentrum stehende Servitenkirche in der Servitengasse mit ihrem Kirchenplatz, die Peregrini-Kapelle sowie der Jüdische Friedhof Rossau, der älteste jüdische Friedhof Wiens.
Das bekannteste Unternehmen waren die Lohnerwerke in der Servitengasse 19, die jedoch im Zuge ihrer Expansion über die Donau zogen.
Koordinaten: 48° 13′ N, 16° 22′ O